# 高畑奎汰
高畑 奎汰（たかはた けいた、2000年9月16日 - ）は、大分県大分市出身のプロサッカー選手。Jリーグ・Vファーレン長崎所属。ポジションはミッドフィールダー、ディフェンダー。

## 来歴
サッカー好きの父親の影響により、幼稚園時に大分トリニータのスクールでサッカーを始める。その後は明治SSSを経て、中学進学時に大分U-15に入団。左利きという事から中学1年次より左サイドでのプレーを始めた。当時は前目のポジションであったが、大分U-18に昇格した高校1年次に当時のU-18監督であった中村有に左足でのボールの持ち方を評価され、サイドバックにコンバート。同年5月にはU-16日本代表に選出された。2年次には鈴井智彦、3年次には山崎哲也と1年ごとに監督が交代し苦心もしたが、試合出場を重ねた。
2019年、大分トップチームに昇格。J1第2節・松本戦にて、後半40分より途中出場しプロデビューを果たした。第10節・鳥栖戦ではセンターバックの位置で先発出場を果たすなど数試合の先発出場を含む公式戦14試合に出場した。
同年9月、J3・ガイナーレ鳥取に期限付き移籍。J3第30節・C大23戦にてJリーグ初得点を記録した。シーズン終了後、大分に復帰した。
2022年4月30日、J2第13節・千葉戦で加入後4年目にして大分での公式戦初得点を記録した。
2024年からジュビロ磐田へ完全移籍した。J1第7節・京都戦の90分に頭部の負傷でプレー不可となった鈴木海音と交代で途中出場し、移籍後初出場となった。
2025年からVファーレン長崎へ完全移籍した。

## 所属クラブ
- 明治SSS
- 大分トリニータU-15
- 2016年 - 2018年 大分トリニータU-18（大分東明高等学校[13]）
- 2019年 - 2023年 大分トリニータ
  - 2019年9月 - 同年12月 ガイナーレ鳥取（育成型期限付き移籍）
- 2024年 ジュビロ磐田
- 2025年 - V・ファーレン長崎

## 個人成績
| 国内大会個人成績 | 国内大会個人成績 | 国内大会個人成績 | 国内大会個人成績 | 国内大会個人成績 | 国内大会個人成績 | 国内大会個人成績 | 国内大会個人成績 | 国内大会個人成績 | 国内大会個人成績 | 国内大会個人成績 | 国内大会個人成績 |
| 年度             | クラブ           | 背番号           | リーグ           | リーグ戦         | リーグ戦         | リーグ杯         | リーグ杯         | オープン杯       | オープン杯       | 期間通算         | 期間通算         |
| 年度             | クラブ           | 背番号           | リーグ           | 出場             | 得点             | 出場             | 得点             | 出場             | 得点             | 出場             | 得点             |
| 日本             | 日本             | 日本             | 日本             | リーグ戦         | リーグ戦         | リーグ杯         | リーグ杯         | 天皇杯           | 天皇杯           | 期間通算         | 期間通算         |
| ---------------- | ---------------- | ---------------- | ---------------- | ---------------- | ---------------- | ---------------- | ---------------- | ---------------- | ---------------- | ---------------- | ---------------- |
| 2019             | 大分             | 38               | J1               | 6                | 0                | 6                | 0                | 2                | 0                | 14               | 0                |
| 2019             | 鳥取             | 38               | J3               | 12               | 1                | -                | -                | -                | -                | 12               | 1                |
| 2020             | 大分             | 38               | J1               | 3                | 0                | 3                | 0                | -                | -                | 6                | 0                |
| 2021             | 大分             | 38               | J1               | 9                | 0                | 4                | 0                | 3                | 0                | 16               | 0                |
| 2022             | 大分             | 38               | J2               | 13               | 1                | 1                | 0                | 0                | 0                | 14               | 1                |
| 2023             | 大分             | 17               | J2               | 38               | 4                | -                | -                | 0                | 0                | 38               | 4                |
| 2024             | 磐田             | 18               | J1               | 12               | 0                | 1                | 0                | 1                | 0                | 14               | 0                |
| 2025             | 長崎             | 17               | J2               |                  |                  |                  |                  |                  |                  |                  |                  |
| 通算             | 日本             | 日本             | J1               | 30               | 0                | 14               | 0                | 6                | 0                | 50               | 0                |
| 通算             | 日本             | 日本             | J2               | 51               | 5                | 1                | 0                | 0                | 0                | 52               | 5                |
| 通算             | 日本             | 日本             | J3               | 12               | 1                | -                | -                | 0                | 0                | 12               | 1                |
| 総通算           | 総通算           | 総通算           | 総通算           | 93               | 6                | 15               | 0                | 6                | 0                | 114              | 6                |

- Jリーグ初出場 - 2019年3月2日 J1第2節 松本山雅FC戦（昭和電工ドーム大分）
- Jリーグ初得点 - 2019年11月10日 J3第30節 セレッソ大阪U-23戦 (ヤンマースタジアム長居)

## 代表・選抜歴
- U-16日本代表
  - 中国遠征（2016年）